# Drusus serbicus
Drusus serbicus là một loài Trichoptera trong họ Limnephilidae. Chúng phân bố ở miền Cổ bắc.